# Acomys ignitus
Acomys ignitus е вид бозайник от семейство Мишкови (Muridae).

## Разпространение
Видът е разпространен в Кения и Танзания.